# ピアノとわたし
「ピアノとわたし」は、NHKの音楽番組『みんなのうた』で、1991年4月 - 5月に放送された楽曲。作詞・作曲：八神純子、編曲：ジョン・スタンレー、歌：八神純子。

## 概要
- 卒業をテーマに学生生活にピアノを弾いた思い出を歌っている。
- 初回放送時「わたしとピアノ」のタイトルで紹介したが、1991年8月の再放送より「ピアノとわたし」に変更した。
- 八神純子は本曲が初登場であり、のちに『ヒピディ・ホプディ・パンプ』『ピンクと呪文（岩崎宏美、花田千草とデュエット）』『チョコと私』を「みんなのうた」に提供する。
- 映像は林静一の絵と金海由美子のアニメーション。

## 収録アルバム
- 『State of Amber』（初回封入特典のみ）
- 『チョコと私』
- 『NHKみんなのうた60 アニバーサリー・ベスト 〜YELL〜』